# Messa in do maggiore K 66
La Messa in do maggiore K 66, detta Dominicus-Messe, è una composizione sacra scritta da Wolfgang Amadeus Mozart nell'ottobre 1769 in occasione della prima messa celebrata da Kajetan Rupert Hagenauer, figlio del padrone di casa dei Mozart, entrato nel monastero benedettino di San Pietro in Salisburgo col nome di "pater Dominicus". La celebrazione avvenne il 15 ottobre nella chiesa conventuale. Per l'occasione, Wolfgang inserì tra il Gloria ed il Credo un offertorio nella stessa tonalità, il Benedictus sit Deus K 66a (117), scritto negli ultimi giorni del soggiorno viennese.
La prima viennese avvenne l'8 agosto 1773 diretta da Leopold Mozart.

## Stile
In questa messa, Mozart si allontana dallo stile chiesiastico salisburghese, dettato principalmente da Johann Ernst Eberlin, massima autorità locale in materia nonché maestro di Leopold, per avvicinarsi ad uno stile internazionale, più marcatamente italiano. Da questo stile Wolfgang desume, oltre all'andamento formale e melodico dei brani solistici (la famosa "arietta da chiesa", sonatistica e bipartita), anche alcuni procedimenti in modo da conferire unità a taluni episodi, quelli più vasti, che solitamente la tradizione evitava di dividere in numeri, come ad esempio, nel "Credo", la parte compresa tra l'inizio ed il "Et incarnatus est - Crucifixus", parte che ha messo a dura prova il talento dei compositori per quasi due secoli. Così come avvenne nella Waisenhausmesse, l'orchestra è bilanciata tra interventi di mero supporto ai cantanti ed altri di pura vivacità sinfonica (questi ultimi destinati soprattutto a ravvivare i brani solistici o a sottolineare la drammaticità di episodi quali il "Qui tollis" ed il "Crucifixus"). I valori strumentali emergono in tutto il loro splendore nel "Sanctus" e soprattutto nel "Benedictus", ove il rigore contrappuntistico non esclude affatto un raffinato trattamento orchestrale, dominato da una luminosa figurazione in biscrome.
L'Offertorio K 66a (117) merita un cenno particolare, ritenuto da alcuni scritto durante il successivo periodo milanese, quanto la sua tripartizione metasinfonica presenta delle analogie col famoso Exsultate, jubilate K 158a (165) (ma simile solo in questo). Qui ci viene presentata un'aria incorniciata da due cori, il secondo dei quali presenta la salmodia in ottavo tono "Psalmum dicite nomini eius" (ripetuto dalle singole parti corali), mentre il tutti ripete "Jubilate!". Questi due elementi appaiono inseriti come parti contrastanti in un assetto formale di concezione sonatistica.

## Struttura

### Gloria
- Gloria in excelsis Deo
- Laudamus te
- Gratias agimus tibi
- Domine Deus
- Qui tollis
- Quoniam tu solus sanctus
- Cum Sancto Spiritu

### Credo
- Credo in unun Deum
- Et incarnatus est
- Crucifixus
- Et resurrexit
- Et in Spiritum Sanctum
- Et unam sanctam catholicam
- Et vitam venturi saeculi